# Murray (Nebraska)
Murray és una població dels Estats Units a l'estat de Nebraska. Segons el cens del 2000 tenia 481 habitants.

## Demografia
Segons el cens del 2000, Murray tenia 481 habitants, 188 habitatges, i 140 famílies. La densitat de població era de 807,5 habitants per km².
Dels 188 habitatges en un 31,4% hi vivien nens de menys de 18 anys, en un 66% hi vivien parelles casades, en un 6,4% dones solteres, i en un 25,5% no eren unitats familiars. En el 21,8% dels habitatges hi vivien persones soles el 10,1% de les quals corresponia a persones de 65 anys o més que vivien soles. El nombre mitjà de persones vivint en cada habitatge era de 2,56 i el nombre mitjà de persones que vivien en cada família era de 2,98.
Per edats la població es repartia de la següent manera: un 25,8% tenia menys de 18 anys, un 5,8% entre 18 i 24, un 29,5% entre 25 i 44, un 26% de 45 a 60 i un 12,9% 65 anys o més.
L'edat mediana era de 38 anys. Per cada 100 dones de 18 o més anys hi havia 93 homes.
La renda mediana per habitatge era de 52.386 $ i la renda mediana per família de 56.250 $. Els homes tenien una renda mediana de 37.386 $ mentre que les dones 21.094 $. La renda per capita de la població era de 21.274 $. Aproximadament el 2,1% de les famílies i el 2,6% de la població estaven per davall del llindar de pobresa.

## Poblacions més properes
El següent diagrama mostra les poblacions més properes.